# Abdula Mussajewitsch Bagamajew
Abdula Mussajewitsch Bagamajew (russisch Абдула Мусаевич Багамаев; * 18. Oktober 2004 in Tjumen) ist ein russischer Fußballspieler.

## Karriere
Bagamajew begann seine Karriere beim FK Tjumen. Zur Saison 2021/22 wechselte er in die Jugend von Lokomotive Moskau. Im August 2022 gab er gegen den FK Orenburg sein Debüt für die Profis von Lok Moskau in der Premjer-Liga. Dies blieb aber sein einziger Einsatz für den Hauptstadtklub.
Zur Saison 2023/24 wechselte er zum Ligakonkurrenten FK Fakel Woronesch.